# モンドルキリ州
モンドルキリ州（モンドルキリしゅう）は、カンボジア東部の州である。同州はカンボジア国内で最も広大で最も人口希薄な州である。州都はセンモノロム。モンドルキリ州は、山林や力強い滝があることでその名を知られている。モンドルキリ州は、カンボジアにおけるエコツーリズムの候補地である。

## 少数民族（モンドルキリ州の Trill Hibes）
モンドルキリ州の人口の80%は10の少数民族からなり、その中ではプノン族が最も多い。残りの20%はクメール人、華人及びイスラム教徒のチャム人である。
住民は土地収奪型の農業によって生計を立てており、コメや果樹、何種類もの野菜を栽培している。その他、イチゴやコーヒー、ゴムノキ、カシューナッツも栽培されている。
「クメール様式」の家屋が増えつつあるとはいえ、プノン族の伝統的な家屋も残っている。家の中には、1000年以上も使われているという大きな釜と、伝統的な銅鑼があることが多い。銅鑼には色々な種類があり、それぞれ使う機会が違う。先住民の社会においては、釜と銅鑼は、実用品としてはもちろん、伝統という意味においても心の拠り所という意味においても最も価値のある所有物である。ポル・ポト時代にこうした物品はジャングルの秘密の場所に埋められ、多くの場合今もなお地中に眠っている。

## 観光名所
モンドルキリ州では、堂々たる滝が数多く発見されている。

### Bou Sra 滝
Pich Chinda 県にあり、センモノロムからは43kmの道のりである。道路は、雨期には非常な悪路になるが、乾期には状況が良くなり通行可能になる。モンドルキリ州では、Bou Sra 滝が最も大きく、人気のクメール歌謡のおかげで有名である。滝は2段ある。

### センモノロム滝
街から5kmのところにあり、気軽に歩いて行ける。見所が多いわけではないが、ピクニックに行くにはちょうどいい。

### Romnea 滝
センモノロムから10kmのところにある。3大滝の中の1つだが、実際には森林が切り開かれ、私物化されている。

### 村
- Pou Lung - センモノロムから10km（15分）
- Pou Trou - センモノロムから20km（1時間）
- Pou Tang - センモノロムから8km（30分）。多くのゾウがいて、トレッキングを楽しめる。

## 県
モンドルキリ州は5県に分かれる。
- 1101 Kaev Seima
- 1102 Kaoh Nheaek
- 1103 Ou Reang
- 1104 Pechr Chenda
- 1105 センモノロム